# Gilbert Bachelu

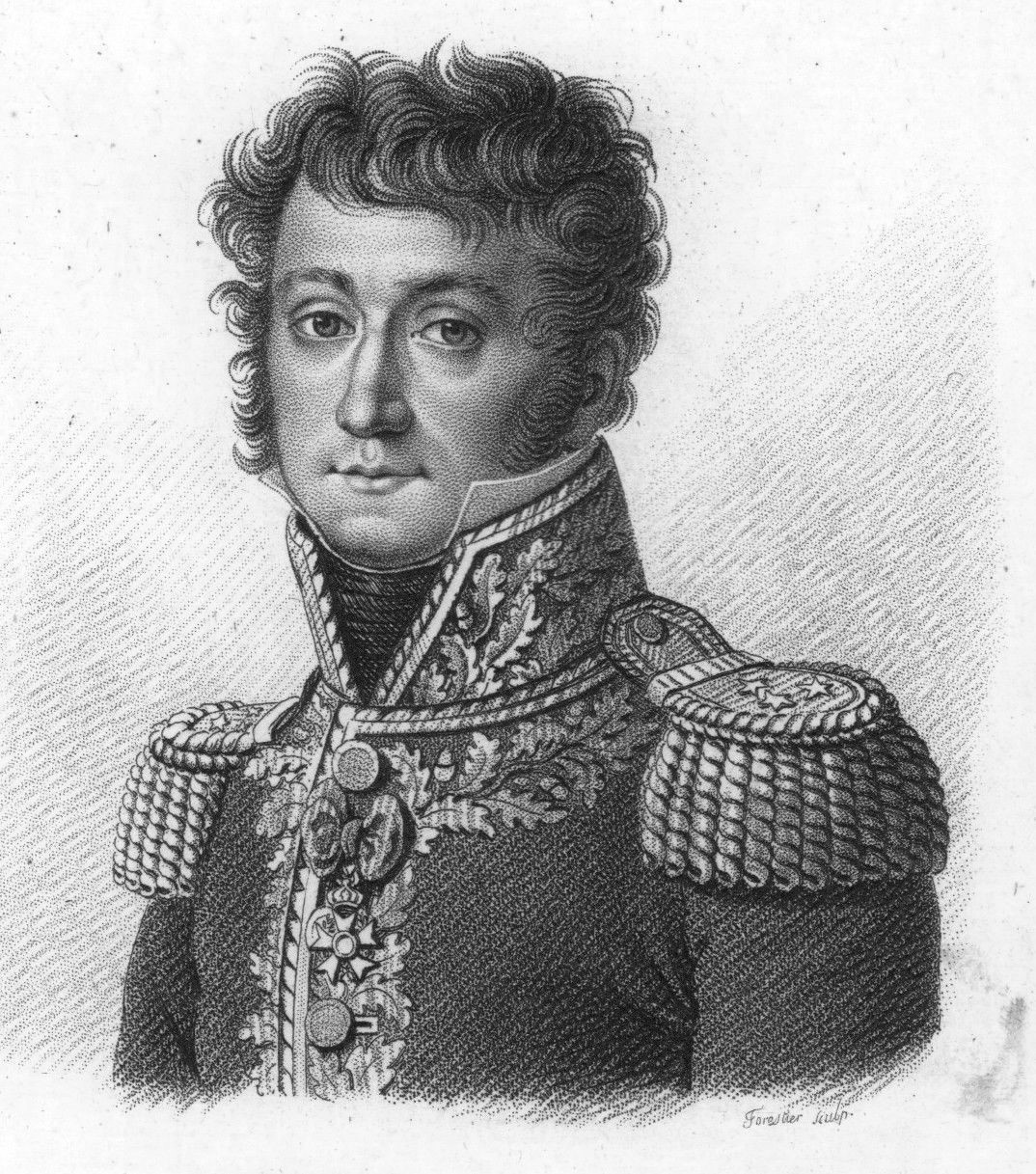
Gilbert Bachelu

Wappen des Gilbert Bachelu

Gilbert Bachelu, eigentlich Gilbert Desirée Joseph Bachelu (* 9. Februar 1777 in Dole, Département Jura; † 16. Juni 1849 in Paris) war ein französischer Général de brigade und Politiker.

## Leben und Wirken
Bachelu war der Sohn des Verwaltungsbeamten Claude Bachelu. Begeistert von den Ideen der französischen Revolution meldete sich Bachelu 1789 zur Armee, wurde aber seines Alters wegen abgewiesen. Mit Wirkung zum 2. Februar 1794 nahm man ihn an der École d’application de l’artillerie et du génie in Metz (→Festung Metz) mit dem Rang eines Sous-lieutenants als Schüler auf.  
1795 wurde Bachelu zum Capitaine befördert und der Rheinarmee unter General Jean-Victor Moreau zugeteilt. 
Bachelu meldete sich 1798 freiwillig, als Napoleon seine Ägyptische Expedition zu planen begann. Er nahm u. a. an der Belagerung von Kairo (Mai 1800) teil. 
Zurückgekehrt nach Frankreich wechselte Bachelu nach einer weiteren Beförderung als Aide-de-camp zu General Charles Victor Emmanuel Leclerc und begleitete diesen 1802 auf dessen Strafexpedition nach Saint Domingue auf der Insel Hispaniola. Dort sollte der Aufstand (→Haitianische Revolution) unter Führung von Toussaint Louverture niedergeschlagen werden um die dortigen französischen Interessen zu wahren. Das französische Expeditionsheer wurde geschlagen und Leclerc kam dabei ums Leben. Bachelu, der zusammen mit dessen Witwe, Pauline Bonaparte, zurückreiste, erreichte am 13. Januar 1803 wieder Frankreich.
Bereits kurze Zeit später berief man Bachelu zum Stabschef von General Nicolas Jean-de-Dieu Soult. Unter General Auguste Marmont kämpfte er in der Schlacht bei Austerlitz (2. Dezember 1805).
Weitere Beförderungen folgten und als Général de brigade kämpfte Bachelu u. a. bei Aspern (21./22. Mai 1809) und Wagram (5./6. Juli 1809). Als Stabsoffizier bei General Jacques MacDonald nahm er an Napoleons Russlandfeldzug teil und konnte sich in mehreren Schlachten auszeichnen.
Nach der Schlacht bei Paris (30. März 1814) und dem Vertrag von Fontainebleau (11. April 1814) wandte sich Bachelu vom Kaiser ab und unterstützte das Haus Bourbon. Als Napoleon die Insel Elba verließ und die Herrschaft der Hundert Tage begann, wechselte Bachelu wieder zu Napoleon. In der Schlacht bei Waterloo (18. Juni 1815) befehligte Bachelu die 5. Infanteriedivision, dabei wurde er verwundet.
1824 beendete General Bachelu seine militärische Karriere und ließ sich in Paris nieder. Während der Julirevolution unterstützte er König Louis-Philippe I. Als sich dann die Julimonarchie etablieren konnte, wurde Bachelu mit politischen Ämtern belohnt; u. a. vertrat er das Département Jura als Abgeordneter. Seine politischen Ämter gab er Anfang 1847 auf und zog sich endgültig ins Privatleben zurück. 
Gilbert Bachelu wurde das Opfer einer Choleraepidemie und starb am 16. Juni 1849 in Paris.

## Ehrungen
- 1803 Ritter der Ehrenlegion
- 25. August 1810 Baron de l'Émpire
- 19. Juli 1814 Ritter des Ordre royal et militaire de Saint-Louis
- 13. Oktober 1830 Offizier der Ehrenlegion
- Ritter des Orden vom heiligen Geist
- Sein Name findet sich auf dem südlichen Pfeiler (30. Spalte) des Triumphbogens am Place Charles-de-Gaulle (Paris)